# Гонкур (Верхня Марна)
Гонку́р, Ґонкур (фр. Goncourt) — колишній муніципалітет у Франції, у регіоні Гранд-Ест, департамент Верхня Марна. Населення — 284 осіб (2011).
Муніципалітет розташований на відстані близько 250 км на схід від Парижа, 125 км на південний схід від Шалон-ан-Шампань, 38 км на схід від Шомона.

## Історія
До 2015 року муніципалітет перебував у складі регіону Шампань-Арденни. Від 1 січня 2016 року належить до нового об'єднаного регіону Гранд-Ест.
1 січня 2019 року Гонкур приєднано до муніципалітету Кото-дю-Бланзаке.

## Демографія
Динаміка населення (INSEE ):
Розподіл населення за віком та статтю (2006):
| Стать | Всього | До 15 років | 15-24 | 25-44 | 45-64 | 65-85 | Понад 85 |
| --- | ------ | ----------- | ----- | ----- | ----- | ----- | -------- |
| Чоловіки | 160    | 40          | 12    | 48    | 28    | 32    | 0        |
| Жінки | 136    | 36          | 8     | 40    | 24    | 24    | 4        |
| \| Статево-вікова піраміда \| Статево-вікова піраміда \| Статево-вікова піраміда \| \| ----------------------- \| ----------------------- \| ----------------------- \| \| Чоловіки \| Вік \| Жінки \| \| 0 \| 85 + \| 4 \| \| 4 \| 80-84 \| 8 \| \| 4 \| 75-79 \| 4 \| \| 12 \| 70-74 \| 4 \| \| 12 \| 65-69 \| 8 \| \| 12 \| 60-64 \| 16 \| \| 0 \| 55-59 \| 4 \| \| 12 \| 50-54 \| 0 \| \| 4 \| 45-49 \| 4 \| \| 12 \| 40-44 \| 8 \| \| 8 \| 35-39 \| 12 \| \| 12 \| 30-34 \| 12 \| \| 16 \| 25-29 \| 8 \| \| 4 \| 20-24 \| 4 \| \| 8 \| 15-20 \| 4 \| \| 12 \| 10-14 \| 0 \| \| 12 \| 5-9 \| 24 \| \| 16 \| 0-4 \| 12 \| |        |             |       |       |       |       |          |
| Статево-вікова піраміда |        |             |       |       |       |       |          |
| Чоловіки | Вік    | Жінки       |       |       |       |       |          |
| 0 | 85 +   | 4           |       |       |       |       |          |
| 4 | 80-84  | 8           |       |       |       |       |          |
| 4 | 75-79  | 4           |       |       |       |       |          |
| 12 | 70-74  | 4           |       |       |       |       |          |
| 12 | 65-69  | 8           |       |       |       |       |          |
| 12 | 60-64  | 16          |       |       |       |       |          |
| 0 | 55-59  | 4           |       |       |       |       |          |
| 12 | 50-54  | 0           |       |       |       |       |          |
| 4 | 45-49  | 4           |       |       |       |       |          |
| 12 | 40-44  | 8           |       |       |       |       |          |
| 8 | 35-39  | 12          |       |       |       |       |          |
| 12 | 30-34  | 12          |       |       |       |       |          |
| 16 | 25-29  | 8           |       |       |       |       |          |
| 4 | 20-24  | 4           |       |       |       |       |          |
| 8 | 15-20  | 4           |       |       |       |       |          |
| 12 | 10-14  | 0           |       |       |       |       |          |
| 12 | 5-9    | 24          |       |       |       |       |          |
| 16 | 0-4    | 12          |       |       |       |       |          |

## Економіка
2010 року серед 173 осіб працездатного віку (15—64 років) 125 були активними, 48 — неактивними (показник активності 72,3%, у 1999 році було 69,3%). З 125 активних мешканців працювало 112 осіб (62 чоловіки та 50 жінок), безробітними було 13 (5 чоловіків та 8 жінок). Серед 48 неактивних 8 осіб було учнями чи студентами, 21 — пенсіонерами, 19 були неактивними з інших причин.

У 2010 році в муніципалітеті числилось 120 оподаткованих домогосподарств, у яких проживали 300,0 особи, медіана доходів виносила 15 852 євро на одного особоспоживача